# Brofodoumé
Brofodoumé est une ville située dans le Sud de la Côte d'Ivoire, et appartenant au département d'Abidjan, dans la Région des Lagunes. La localité de Brofodoumé est un chef-lieu de commune et de sous-préfecture .